# Celâl Bayar
Mahmut Celâl Bayar (16 tháng 5 năm 1883 – 22 tháng 8 năm 1986) là chính trị gia người Thổ Nhĩ Kỳ giữ chức Tổng thống Thổ Nhĩ Kỳ thứ 3 từ năm 1950 đến năm 1960; trước đó ông là Thủ tướng Thổ Nhĩ Kỳ từ năm 1937 đến năm 1939. Bayar, khi là Tổng thống Thổ Nhĩ Kỳ, được tặng Huy chương Công đức bởi Tổng thống Hoa Kỳ, do sự tham gia của Thổ Nhĩ Kỳ trong Chiến tranh Triều Tiên. Ông được coi như cựu nguyên thủ sống lâu nhất và là lãnh đạo đất nước sống lâu nhất cho đến 8 tháng 12 năm 2008 (khi ông bị vượt mặt bởi Chau Sen Cocsal Chhum). Celal Bayar mất vào 22 tháng 8 năm 1986 thọ 103 tuổi.